# زیگفرید کلر
زیگفرید کلر (انگلیسی: Siegfried Köhler؛ زادهٔ ۶ اکتبر ۱۹۳۵) دوچرخه‌سوار اهل آلمان است.
وی در مسابقات کشوری و بین‌المللی در مجموع برندهٔ ۱ مدال نقره شده‌است.